# John Dacey
John Rowland Dacey (1 de junho de 1854 – 11 de abril de 1912) foi um político australiano nascido na Irlanda. Ele nasceu na Irlanda e mudou-se para Victoria, na Austrália, com sua mãe, após a morte de seu pai. Depois, Dacey mudou-se para Sydney com sua esposa e começou a trabalhar em construção de carrocerias. Ele começou seu envolvimento na política com uma eleição para o conselho local e, em seguida, mudou-se para a New South Wales Legislative Assembly a partir de 24 de junho de 1895 até a sua morte, em 11 de abril de 1912, servindo como Tesoureiro Colonial em seus últimos dois anos.
Dacey, ao longo de sua carreira parlamentar, fez campanha para um bairro-jardim, o que proporcionaria habitação de baixo custo para a classe trabalhadora. Depois de sua morte, o bairro foi construído em Sydney e nomeado em homenagem a ele.

## References
1. 1 2 3  Nairn, Bede (1981).
2. ↑  «Mr John Rowland DACEY (1854–1912)». Member's biographies. Parliament of New South Wales. Consultado em 12 de junho de 2016
3. ↑  Sinnayah, Samantha (2010). Audaciousville: The story of Dacey Garden Suburb, Australia's first public housing estate (PDF). Botany Bay: City of Botany Bay Council. ISBN 9780950093673